# لورل و هاردی (مجموعه تلویزیونی)
لورل و هاردی (انگلیسی: Laurel and Hardy) یک مجموعه تلویزیونی انیمیشینی آمریکایی و نسخه‌ای به‌روزرسانی‌شده از شیرین‌کاری‌های استن لورل و اولیور هاردی است که توسط هانا باربرا و شرکت تولید لری هارمون تهیه شد و مابین سال‌های ۱۹۶۶ تا ۱۹۶۷ پخش شد. تهیه این مجموعه از سال ۱۹۶۱ و هنگامی که استن لورل هنوز زنده بود، آغاز شد، ولی لورل نقش بسیاری اندکی در روند تولید و ساخت آن داشت. صداپیشگی هاردی را در این مجموعه جیم مک‌جرج و صداپیشگی لورل را لری هارمون بر عهده داشتند.
این مجموعه ۱۵۶ قسمت کوتاه ۵ دقیقه‌ای بود که در یک فصل ارائه شد و با استقبال منتقدان مواجه نشد. لئونارد ملتین نوشت: «نقد این کارتون‌ها بی‌معنی است. هر تقلیدی، حتی یک تقلید خوب، نمی‌تواند خودِ لورل و هاردی باشد… هیچ‌کس نمی‌تواند عظمت لورل و هاردی را تکرار کند چرا که آن دو، منحصربه‌فرد بودند.»